# Kristi Terzian
Pour les articles homonymes, voir Terzian.
Kristi Terzian  , née le 22 avril 1967 à Sanger, Californie, est une skieuse alpine américaine.

## Résultats sportifs

### Coupe du monde
- Résultat au classement général : 17e en 1990. : 111e en 1992. : 60e en 1993. : 105e en 1994.